# Гогиашвилеби
Гогиашвибели (груз. გოგიაშვილები) — село в Грузии, в муниципалитете Кеда автономной республики Аджария.

## География
Село расположено на долине реки Аджарисцкали. Высота над уровнем моря — 520 метров. Находится в 22 километрах от посёлка городского типа Кеда.

## Население
Согласно переписи 2014 года, в селе проживало 194 человека.

### Демография
| Год перписи | Численность населения |
| ----------- | --------------------- |
| 2002        | 203                   |
| 2014        | 194                   |